# Папугін Євген Михайлович
Євген Михайлович Папугін (9 травня 1933, Москва, СРСР — 25 липня 1995, село Опалиха, Красногорський район, Московська область) — радянський хокеїст, нападник. Чемпіон світу. Заслужений майстер спорту. Заслужений тренер СРСР. На рівні команд майстрів також грав у футбол і хокей на траві.

## Біографічні відомості
Народився в Москві, мешкав у Столешниковому провулку. У повоєнні роки відвідував спортивну школу товариства «Спартак». З 1952 року виступав за команди майстрів. Із «Спартака» пішов, тому що команду розформували. Після одного сезону в «Буревіснику» був призваний на військову службу (ЦСК МО), а після демобілізації — десять сезонів захищав кольори «Динамо». До команди з Красногорська перейшов з двох причин: по-перше — погіршилися сторунки з старшим тренером «динамівців» Василем Трофімовим; по-друге — у «Зоркому» запропонували 35-річному гравцю посаду граючого тренера. У кожному ігровому епізоді намагався брати гру на себе, власноруч завершувати атакувальні дії своїх команд. Сімнадцять сезонів був найрезультативнішим гравцем у своїх колективах: ЦСК МО, «Динамо» і «Зоркому». Перший гравець, який забив 50 голів за одну першість. Вісім разів — найкращий бомбардир чемпіонату СРСР — 1956 (20), 1957 (27), 1958 (30), 1961 (31), 1963 (30), 1964 (51), 1965 (28), 1967 (37). Вперше чемпіоном СРСР став у команді Володимира Меншткова, ще п'ять титулів здобув у «Динамо». Займає пятую позицію у списку бомбардирів чемпіонату СРСР (537 м'ячів).
У складі другої збірної СРСР став переможцем і кращим бомбардиром Московського міджародного турніру. Автор першого забитого м'яча команди Радянського Союзу на світових першостях. П'ятиразовий чемпіон світу. Найкращий бомбардир змаганьу 1957 і 1963 роках, у 1967 — був влючений до символічної збірної. Вісім разів обирався до списку найкращих хокеїстів сезону в СРСР (1960—1964, 1968, 1969, 1972). 1956 року виконав норматив «Майстра спорту», після третьої перемоги на чемпіонаті світу — «Заслужений майстер спорту» (1963). Нагороджений медаллю «За трудову доблесть» (1969) і пам'ятною медаллю міжнародної федерації «За видатні здобутки у розвитку хокею з мячем» (1978).
Переможець всесоюзних змагань з хокею на траві 1956 року в складі ЦСК МО (Москва). Виступав за дублюючий склад армійського клубу. 1966 року провів 4 гри у чемпіонаті СРСР з футболу за «Динамо» (Вологда).
Під його керівництвом «Зоркий» став першим з профспілкових команд, котра стала чемпіоном Радянського Союзу, до 1979 «золото» здобували лише колективи силових відомств (ЦСКА, «Динамо» Москва, свердловський СКА і «Динамо» Алма-Ата). Окрім тренувального процесу велику увагу надавав вирішенню побутових проблем гравців. Власне житло у підмосковному Красногорську сприяло переходам з Алма-Ати трьох чемпіонів світу: Валерія Бочкова, Леоніда Лобачова і В'ячеслава Паньова. Також значно підсилив клуб московський воротар Олександр Теняков (чемпіон світу 1973 року). На фініші красногорці обійшли «Динамо» (Алма-Ата) на два очки, СКА (Хабаровськ) — на три. У 26 матчах було забито 145 голів, у тому числі лідер клубу Юрій Петров відзначився 38 разів (молодший брат олімпійського чемпіона Володимира Петрова). Втриматися на вершині не вдалося, наступного сезону стали третіми, а через рік — шостими. У клубі розпочалася зміна поколінь, а в радянському бенді — ера красноярського «Єнісея». У такій ситуації Євген Папугін переїхав до Новосибірська, два сезони тренував «Сібсільмаш». 1983 року став помічником старшого тренера збірної В'ячеслава Соловйова. У цей час команда стала чемпіоном світу 1985 року і третім призером 1987 року. Наприкінці 80-х очолював «Вимпел» (Калінінград, Московська область).
|                                                        | :У моєму розумінні, серед нападників у Папугіна був найвищий коефіцієнт корисної дії. Звичайно, можна говорити, що він тягнув гру на себе, не любив розлучатися з м'ячем, відзначати ще якісь недоліки. Але удару такої сили і точності, яким володів Папа, не було, я це стверджую, ні у кого. Він однаково потужно бив з обох рук, що само по собі унікально, наводив страх на воротарів ударами не тільки із «стандартів», а й з гри. |
| — Валерій Маслов (партнер по «Динамо» і збірній СРСР). | |

## Досягнення
- Чемпіон світу (5): 1957, 1961, 1963, 1965, 1967
- Чемпіон СРСР (6): 1957, 1961, 1963, 1964, 1965, 1967
- Срібний призер (5): 1956, 1958, 1959, 1966, 1968
- Бронзовий призер (2): 1960, 1962
- Переможець Спартакіади народів РРФСР (1): 1958
- Володар Кубка ВЦРПС (1): 1980

## Статистика
| Сезон  | Команда      | Ігри | Голи |
| ------ | ------------ | ---- | ---- |
| 1952   | «Спартак»    |      |      |
| 1955   | «Буревісник» |      | 7    |
| 1956   | ЦСК МО       |      | 20   |
| 1957   | ЦСК МО       |      | 27   |
| 1958   | ЦСК МО       |      | 30   |
| 1959   | «Динамо»     | 13   | 21   |
| 1960   | «Динамо»     | 19   | 23   |
| 1961   | «Динамо»     | 21   | 31   |
| 1962   | «Динамо»     | 8    | 6    |
| 1963   | «Динамо»     | 21   | 30   |
| 1964   | «Динамо»     | 29   | 51   |
| 1965   | «Динамо»     | 21   | 28   |
| 1966   | «Динамо»     | 24   | 30   |
| 1967   | «Динамо»     | 26   | 37   |
| 1968   | «Динамо»     | 25   | 23   |
| 1969   | «Зоркий»     | 30   | 45   |
| 1970   | «Зоркий»     | 25   | 24   |
| 1971   | «Зоркий»     | 25   | 35   |
| 1972   | «Зоркий»     | 25   | 36   |
| 1973   | «Зоркий»     | 25   | 33   |
| Всього |              |      |      |